# Эбя (Горный улус)
Эбя́ (якут. Эбээ) — село в Горном улусе Якутии России. Входит в состав Мытахского наслега.

## География
Село находится в центральной части Якутии, на берегу реки Эбе, на расстоянии 8 км от села Дикимдя, центра наслега, и 38 км от села Бердигестях, административного центра улуса.

## История
Согласно Закону Республики Саха (Якутия) от 30 ноября 2004 года N 173-З N 353-III село вошло в образованное муниципальное образование Мытахский наслег.

## Население
| 2002 | 2010 | 2021 |
| ---- | ---- | ---- |
| 25   | ↘9   | ↘7   |

## Улицы
В селе имеется одна улица: 50 лет Октября.

## Экономика
Животноводство (мясо-молочное скотоводство, мясное табунное коневодство).